# Hipposideros lekaguli
Hipposideros lekaguli là một loài động vật có vú trong họ Dơi nếp mũi, bộ Dơi. Loài này được Thonglongya & Hill mô tả năm 1974.